# 当世風結婚
『当世風結婚』（とうせいふうけっこん、英: Marriage A-la-Mode）とは、1743年から1745年にかけてウィリアム・ホガースによって描かれた6枚の連作絵画である。金や社会的地位のために結婚させられた二人の悲惨な結末が描かれている。ロンドンのナショナル・ギャラリーに展示されている。当時、この絵画は彼の作品である『娼婦一代記』（1732）や『放蕩一代記』（1735）に比べると評価は高くなかった。1751年になってようやく買い手がついたものの、彼が望んでいたほどの値段は付けられなかった。

## 概要
『当世風結婚』が発表された当時、貴族や金持は高潔な生活を送っていると考えられていた。それに対しホガースは、若い新郎新婦と家族、知人らの悪徳や堕落行為（飲酒やギャンブルなど）を連続絵画で一つのストーリーを生み出し、伝統的な見方を覆した。今日『当世風結婚』は彼の最高傑作であると考えられている。

### 婚約
第1場面「The Marriage Settlement (ネームプレート : The marriage contract)」
財産の底を突きたスクワンダー伯爵の息子と、裕福だがケチな商人の娘との政略結婚を表している。窓からは伯爵の新しい邸宅の工事が中断している様子が見える。中央のテーブルでは、高利貸しが残りの工事費用について取り決めをしている。痛風持ちの伯爵は家系図を取り出し、ウィリアム1世を先祖に持つほどの名家であることを誇らしげに語っている。その息子は鏡で自分を見ることに夢中である。その首には既に梅毒の症状があらわれている。商人の娘は涙を流して、シルバータング弁護士に慰められる。彼女の手には涙に濡れたハンカチがあり、それを乾かすために結婚指が利用されている。壁掛けの絵に描かれた人物は、二人の結婚に疑念を抱く表情を見せる。2匹の犬は互いに鎖で繋がれており、まるで新郎新婦の状況を映しているかのようである。

### 結婚直後
第2場面「The Tête à Tête (ネームプレート : Shortly after the marriage)」
すでに結婚生活の崩壊の兆しが表れている。昨晩浮気をした跡が残っているが、どちらも興味を示していない。子犬は夫のポケットからレディースキャップを見つけ取り出そうとしている。これは夫が妻以外の女性と関係を持ったことを意味する。彼の足元にある壊れた剣は、彼が無気力となっていることを表す。妻の姿勢もまた不貞な様を表している。使用人の手には請求書が握られている。二人のだらしのない生活によって請求書は増える一方である。

### 偽医者への訪問
第3場面「The Inspection (ネームプレート : The visit to the quack doctor)」
子爵が若い娼婦とともに偽医者のもとを訪れた場面である。ある解説によると、娼婦は薬を飲んでも梅毒の症状が消えないことに不満を持った子爵が、偽医者に治療費の払い戻しを要求している場面とされる。一方でナショナル・ギャラリーの展示会のキュレーターであるジュディ・エジャートンは、上記の解釈は全く異なっていると指摘した。子爵が彼女に感染させてしまったと信じて、偽医者に見せ来た場面である。ナイフを持っているのは彼女の母であり、子爵を恐喝するために怒ったふりをしている。なぜなら母親が子爵に娘を売った時には、娘はすでに病気だったからである。彼女が梅毒に罹患した経緯は、子爵以前に彼女を購入した人物が梅毒患者であった場合と、偽医者が彼女の父親であり、彼女に梅毒がうつった場合のどちらかであると論じた。

### 伯爵夫人の朝見の儀
第4場面「The Toilette (ネームプレート : The countess’s morning levee)」
伯爵が亡くなり、息子が伯爵、妻が伯爵夫人となった。使用人が彼女の髪を整えるときは、彼女は来客に背を向けて座り、彼らには気にも留めない。シルバータング弁護士は夫人の隣の椅子にもたれかかるように座っている。問題が起こりそうな予感が漂っている。二人の前にいる子どもが、不貞のシンボルであるアクタイオーンの像の角を指さしている。壁掛けの絵は聖書に絡んだ作品ばかりである。ロトと彼の娘たち、ユピテルとイオ、そしてガニュメーデースの誘拐。アクタイオーンとそのほかの像はオークションにかけられている。そしてヨーロッパ人のようなスタイルとファッションのアフリカ人が描かれている。ヨーロッパ一般で知られているアフリカ人像とは対照的である。

### 伯爵の死
第5場面「The Bagnio (ネームプレート : The killing of the earl)」
伯爵はbagnioで妻と彼女の愛人である弁護士を拘束するも、致命的な負傷を負わされた。彼女は負傷した夫に許しを請うた時、殺人を犯した弁護士はナイトシャツのまま窓から外へ急いで逃げた。伯爵夫人の後ろにある絵画の女性（en）はシリンダーを手にしており、みだらな雰囲気を醸し出している。床にあるマスクから二人が見かけの生活をしていたことを表している。

### 伯爵夫人の自殺
第6場面「The Lady's Death (ネームプレート : The suicide of the countess)」
彼女の愛人が殺人の罪でタイバーンにて死刑執行された。その後の伯爵夫人はみすぼらしい生活を送り、深い悲しみに包まれたまま自殺した。老婆は彼女の赤ん坊を抱きかかえ母親の元まで連れていくと、赤ん坊を母親の亡骸にキスをした。彼女の足には矯正具のキャリパーがあり、病気がかなり進行していた様子である。相変わらず欲深い生活を続けていた夫人の父親は、娘の手から婚約指輪を抜き去った。
『当世風結婚』を公開した当時は一般には受け入れられず、ホガースは大いに失望した。後に彼はヒリンドン区のレーン氏に120ギニーで売却した。ホガースにはフレームだけで4ギニーの費用がかかっていたため、報酬は100ポンドを超えるわずか16シリングとなった。レーン氏の死後は、彼の甥・コーソーン大佐が絵画を相続した。1796年5月、クリスティーズがポールモール通りのオークションを行い、ジョン・ジュリアス・アンガースタイン（en）に1000ギニーで売却した。現在の持ち主はイギリス政府で、ナショナルギャラリーのコレクションとして保存されている。
ホガースは『当世風結婚』に続く連続絵画シリーズとして『幸せな結婚（The Happy Marriage）』を起草していた。しかしそれは実現されず、未完の下絵だけが残されている。

## 技術解説
絵画自体が芸術作品であるとはいえ、本来の目的は銅版画の元として提供することだった。通常、絵画を彫刻する場合、彫刻師は鏡を用いて彫刻を施す。その際に誤りが生じることは少なくない。ホガースは彼自身も彫刻師であったが、絵画をありのままにコピーできないこの方法を嫌っていた。そのため彼は彫刻師が絵画から直接転写できるように、すでに逆転した『当世風結婚』の絵画を提供した。

## ネーミング
コメンテーターは個々の絵画に自由に名前を付けている。現在の所有者「ナショナルギャラリー」が与えた作品名をここでは掲載している。